# Kidwelly Industrial Museum

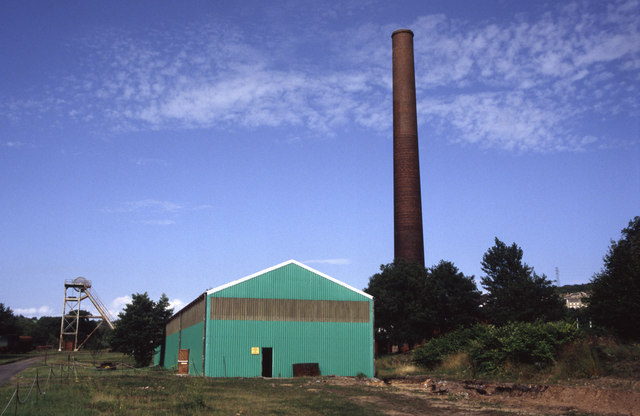
Werkhalle und Schornstein des ehemaligen Weißblechwerks, im Hintergrund der Förderturm der ehemaligen Zeche Morlais

Das Kidwelly Industrial Museum ist ein Industriemuseum mit dem Schwerpunkt Weißblechherstellung in Wales in Großbritannien. Das Museum liegt etwa 2 km nordöstlich der Innenstadt von Kidwelly auf dem Gelände eines historischen Weißblechwerks am Fluss Gwendraeth Fach.

## Geschichte

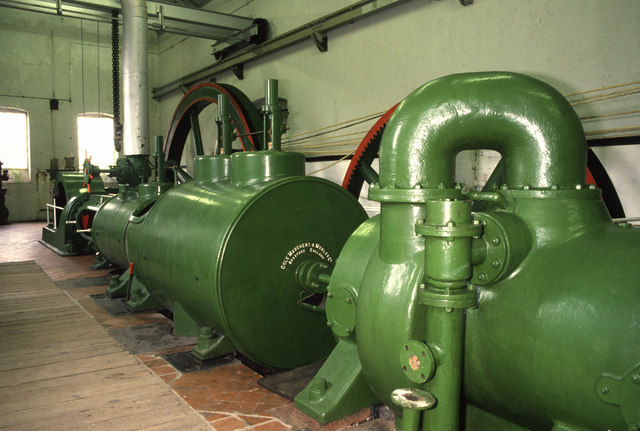
Dampfmaschine der früheren Kaltwalze

Auf dem Gelände einer Schmiede gründete Charles Gwynn 1737 das erste Weißblechwerk in Wales, das auch das zweite in Großbritannien war. Das Werk nutzte die Wasserkraft des Gwendraeth Fach, Eisen wurde aus Südwales bezogen und Zinn aus Cornwall über den Hafen von Kidwelly zum Werk gebracht. Die Fabrik wurde mehrfach erweitert und umgebaut, nach 1860 wurde eine Dampfmaschine installiert. Zu Spitzenzeiten waren 1908 bis zu 400 Arbeiter in dem Werk beschäftigt, doch die Zahl der Beschäftigten schwankte stark. Die Fabrik war der Hauptarbeitgeber von Kidwelly, im 19. Jahrhundert stammte die Hälfte der weltweiten Weißblechproduktion aus der Region um Kidwelly, vor allem aus dem benachbarten Llanelli. Als während des Zweiten Weltkriegs der Import von Zinn aus Malaysia stockte, wurde das Werk 1941 stillgelegt. In den folgenden Jahrzehnten wurde ein Teil der Gebäude abgerissen, andere wurden als Lagerhäuser genutzt. Ab 1980 versuchte eine kleine Gruppe Ehrenamtlicher die ehemalige Fabrik mit den noch vorhandenen Maschinen als Industriedenkmal zu erhalten, das schließlich mit Unterstützung von Sponsoren und dem Llanelli Borough Council als Museum eröffnet wurde. Das Industriemuseum wird heute vom Kidwelly Industrial Museum Trust zusammen mit dem Carmarthenshire County Museum Service betrieben. 

## Anlage
Das Museum liegt am linken, östlichen Ufer des Gwendraeth, der hier zur Gewinnung von Wasserkraft mit einem Wehr aufgestaut wurde. Von dem Werk sind noch mehrere zwischen 1880 und 1919 aus Ziegeln erbaute Industriebauten, darunter der Sortierraum, die Warmwalze und das Maschinenhaus der Kaltwalze erhalten. Wegen der erhaltenen Originalmaschinen sind die Gebäude als Kulturdenkmal der Kategorie Grade II* geschützt. Am nördlichen Ende des Geländes wurde ein Fördergerüst von der ehemaligen Zeche Morlais in Llangennech wieder aufgebaut.